# Cunico
Cunico ist eine Gemeinde in der italienischen Provinz Asti (AT), Region Piemont.

## Lage und Einwohner
Cunico liegt 23 km nordwestlich von der Provinzhauptstadt Asti entfernt. Das Gemeindegebiet umfasst eine Fläche von sechs km² und hat 432 Einwohner (Stand 31. Dezember 2023). Die Nachbargemeinden sind Cortanze, Montechiaro d’Asti, Montiglio Monferrato, Piea und Piovà Massaia.

## Kulinarische Spezialitäten
In Cunico werden Reben der Sorte Barbera für den Barbera d’Asti, einen Rotwein mit DOCG Status angebaut.